# Julia Hidalgo
Julia Hidalgo Quejo (Córdoba, 1948) es artista y pintora española. Académica correspondiente de la de Ciencias, Bellas Artes y Nobles Letras de Córdoba, ha participado en numerosas exposiciones colectivas en España y en otros muchos países. Individualmente lo ha hecho en 34 ocasiones. Su obra está presente en museos y colecciones españolas, y en Estados Unidos, Reino Unido, Francia, Italia, Japón, Grecia, Polonia y Portugal.

## Biografía
Su padre, Arturo Hidalgo Rincón, militar, proviene de una familia de ganaderos onubenses y su madre, Dolores Quejo Cuesta, sevillana y agricultora. Recibe sus primeras clases de Dibujo en la Escuela de Artes y Oficios Mateo Inurria de Córdoba, de la mano de José Duarte, miembro del Equipo 57, entonces profesor del centro. Estudió en la Escuela Superior de Bellas Artes de Sevilla y luego en Universidad de Barcelona la licenciatura de Bellas Artes. Cursó, además, Arquitectura Interior en el ICADE de Madrid. Es máster en Didáctica de la Expresión Plástica por la Universidad de Córdoba. Más tarde, marchó a Italia para seguir un curso de investigación y perfeccionamiento sobre dibujo en la Fundación Ratti, en la localidad de Como, bajo la dirección de Emil Schumacher y Gerhard Richter.
Profesora de Dibujo de la Escuela de Artes y Oficios de Córdoba desde 1983, así como en la Escuela Taller de la Diputación de Córdoba desde 1986, ha dado numerosos cursos intensivos de pintura tanto en Andalucía como el País Vasco, La Rioja o Navarra. Ha enseñado Restauración y ha realizado ilustraciones para publicaciones culturales y literarias, además de pintura.

## Trayectoria
Asiste a las clases que Eduardo Peña imparte en su estudio de la plaza Mayor de Madrid. Sus contactos y relaciones de amistad con grandes artistas cordobeses, como Ángel López-Obrero, Antonio Povedano y Antonio Bujalance, dejan una importante huella en su vida y quehacer artístico. Aquellos años de formación discurren en torno a dos ciudades: la Sevilla académica y la Córdoba cultural. Desde los años setenta, Julia Hidalgo ha participado en certámenes, ferias y colectivas; y expuesto individualmente en Jerez de la Frontera, Algeciras, Cádiz, Almería, Córdoba, Madrid, Venecia y Trevisso (Italia), Bilbao, Barcelona, Sevilla. 
En 1997 el Obispado de Córdoba le encarga la realización de unas pinturas para el altar mayor de la iglesia de Cristo Rey y Nuestra Señora del Valle, dentro de las reformas que estaban siendo acometidas por el arquitecto mayor de la Catedral de Córdoba, Carlos Luca de Tena. Posteriormente ha realizado la pintura mural de la capilla del Seminario del Cerro de los Ángeles de Madrid y obras destinadas para varias fragatas y cazaminas de la Marina Española.
Su obra se encuentra representada en importantes museos y colecciones, entre los que podemos citar el Museo Provincial de Bellas Artes, el Museo Diocesano y el Museo Taurino de Córdoba, Cajasur, Cajamadrid, Palacio de Exposiciones y Congresos de Madrid, Museo de Dibujo del Castillo de Larrés, colección Duques de Lugo, etc. Ha participado en numerosas exposiciones que sobre arte taurino se han celebrado
en Madrid, Valencia, Toledo, Sevilla y Córdoba, unida a un grupo de pintores taurinos de destacado prestigio como son Álvaro Delgado, Vaquero Turcios, Barjola, Vicente Arnás, José Luis Galicia o Gutiérrez Montiel, entre otros. 

### Cartel de la Feria de Córdoba 2007
El cartel anunciador de la Feria del 2007 fue presentado en el Ayuntamiento de Córdoba a principios de mayo de 2007. Según explicó el concejal de Feria y Festejos, Marcelino Ferrero, Hidalgo sigue la estela de los relevantes pintores cordobeses a los que, según viene haciendo el Ayuntamiento desde el año 2000, se les va encargando la confección del cartel de cada edición de la Feria, obras que de un valor no solo artístico, ya que pasan a formar parte del patrimonio histórico y popular de Córdoba. Otros artistas invitados por el Ayuntamiento de Córdoba para el diseño del cartel de feria han sido Cantabranas, Antonio Pereda, Marcial Gómez, Antonio Bujalance, Antonio Povedano y Marcelino Mateo. Hidalgo es la primera mujer que ha plasmado en el cartel oficial de la Feria su visión de la esencia de la fiesta, combinando técnicas digitales de este tipo de arte (para el dibujo de la portada de la Feria y los elementos tipográficos), con una pintura en la que buscó "un trallazo de alegría, de movimiento", con unos colores muy meditados y un trazo que evoca el gesto de una mujer haciendo volar su traje de faralaes.
En 2014 presentó en el Colegio de Abogados de Córdoba la exposición ‘Yacimiento’ en la que daba rienda suelta a la nostalgia; a una convivencia siempre acorde y al amor que sentía por su esposo, fallecido en 2013.

## Estética
La obra de Hidalgo es muy ecléctica. Partiendo del paisaje de Antonio Povedano o del figurativismo de Marcial Gómez, en cuya escuela parece más cómoda, la obra de Julia Hidalgo fantasea con los materiales: óleos y acrílicos, pasando por acuarelas; las superficies: telas, papel o madera; los colores: pasteles o fucsias; las perspectivas o la presencia de las vanguardias: surrealismo, informalismo, perspectivismo, postcubismo.

## Premios
- Primer Premio de la Caja de Jerez, en 1978
- Primer Premio de Dibujo "Ciudad de Utrera", en 1983
- Primer Premio de Acuarela "Gaudí" en Córdoba, 1987
- Primer Premio del IV Certamen Nacional "Pintura para el 92", Córdoba, 1991
- Primer Premio de Pintura Caja Madrid, 1993
- Primer Premio de Pintura Emilio Ollero, Jaén, 1994
- Primer Premio de Pintura Caja Guadalajara, 1995
- Primer Premio de Pintura "Ciudad de Tudela", 2000
- Medalla de Dama de la Orden del Ancla de Plata de la Real Liga Naval Española. 2007.
- Medalla de oro del Real Círculo de la Amistad de Córdoba, 2017.